# Liste der Bodendenkmäler in Küps
Auf dieser Seite sind die Bodendenkmäler in dem oberfränkischen Markt Küps zusammengestellt. Diese Tabelle ist eine Teilliste der Liste der Bodendenkmäler in Bayern. Grundlage ist die Bayerische Denkmalliste, die auf Basis des Bayerischen Denkmalschutzgesetzes vom 1. Oktober 1973 erstmals erstellt wurde und seither durch das Bayerische Landesamt für Denkmalpflege geführt wird. Die folgenden Angaben ersetzen nicht die rechtsverbindliche Auskunft der Denkmalschutzbehörde.

## Bodendenkmäler in Küps
| Lage       | Objekt                                                                                        | Akten-Nr.     | Bild |
| ---------- | --------------------------------------------------------------------------------------------- | ------------- | ---- |
| (Standort) | Kohlenmeiler des späten Mittelalters.                                                         | D-4-5733-0027 |      |
| (Standort) | Siedlung des Neolithikums.                                                                    | D-4-5733-0059 |      |
| (Standort) | Wasserburg des späten Mittelalters und der frühen Neuzeit.                                    | D-4-5733-0075 |      |
| (Standort) | Siedlung des Neolithikums.                                                                    | D-4-5733-0078 |      |
| (Standort) | Archäologische Befunde des Mittelalters und der frühen Neuzeit im Bereich Evang.-Luth. Kirche | D-4-5733-0127 |      |
| (Standort) | Archäologische Befunde des späten Mittelalters und der frühen Neuzeit                         | D-4-5733-0128 |      |
| (Standort) | Archäologische Befunde des Mittelalters und der frühen Neuzeit                                | D-4-5733-0130 |      |
| (Standort) | Archäologische Befunde des Mittelalters und der frühen Neuzeit im Bereich vom Schloss         | D-4-5733-0131 |      |
| (Standort) | Archäologische Befunde des Mittelalters und der frühen Neuzeit                                | D-4-5733-0132 |      |
| (Standort) | Siedlung des Neolithikums.                                                                    | D-4-5733-0135 |      |
| (Standort) | Freilandstation des Mesolithikums.                                                            | D-4-5833-0001 |      |
| (Standort) | Wüstung des Mittelalters und der frühen Neuzeit.                                              | D-4-5833-0003 |      |
| (Standort) | Freilandstation des Paläolithikums.                                                           | D-4-5833-0044 |      |
| (Standort) | Siedlung der Linearbandkeramik und des Jungneolithikums                                       | D-4-5833-0050 |      |
| (Standort) | Siedlung des Neolithikums.                                                                    | D-4-5833-0060 |      |
| (Standort) | Siedlung des Neolithikums.                                                                    | D-4-5833-0062 |      |
| (Standort) | Freilandstation des Mesolithikums und Siedlung des Neolithikums.                              | D-4-5833-0066 |      |
| (Standort) | Freilandstation des Paläolithikums und des Mesolithikums sowie Siedlung                       | D-4-5833-0067 |      |
| (Standort) | Siedlung des Neolithikums.                                                                    | D-4-5833-0069 |      |
| (Standort) | Wüstung des hohen oder späten Mittelalters.                                                   | D-4-5833-0070 |      |
| (Standort) | Siedlung des Neolithikums.                                                                    | D-4-5833-0075 |      |
| (Standort) | Siedlung des Neolithikums.                                                                    | D-4-5833-0078 |      |
| (Standort) | Siedlung vor- und frühgeschichtlicher Zeitstellung.                                           | D-4-5833-0079 |      |
| (Standort) | Siedlung des Neolithikums.                                                                    | D-4-5833-0080 |      |
| (Standort) | Archäologische Befunde des Mittelalters und der frühen Neuzeit im Bereich der Evang. Kirche   | D-4-5833-0081 |      |
| (Standort) | Siedlung des Neolithikums und der Hallstattzeit.                                              | D-4-5833-0083 |      |
| (Standort) | Archäologische Befunde der frühen Neuzeit im Bereich der Evang.-Luth. Pfarrkirche             | D-4-5833-0084 |      |
| (Standort) | Archäologische Befunde des Mittelalters und der frühen Neuzeit im Bereich vom Schloss         | D-4-5833-0085 |      |
| (Standort) | Archäologische Befunde des Mittelalters und der frühen Neuzeit im Bereich der Evang. Kirche   | D-4-5833-0089 |      |
| (Standort) | Archäologische Befunde der frühen Neuzeit im Bereich der ehem. Synagoge von Küps.             | D-4-5833-0090 |      |
| (Standort) | Archäologische Befunde des späten Mittelalters und der frühen Neuzeit                         | D-4-5833-0091 |      |
| (Standort) | Archäologische Befunde des Mittelalters und der frühen Neuzeit                                | D-4-5833-0092 |      |
| (Standort) | Archäologische Befunde des Mittelalters und der frühen Neuzeit                                | D-4-5833-0093 |      |
| (Standort) | Archäologische Befunde des Mittelalters und der frühen Neuzeit                                | D-4-5833-0094 |      |
| (Standort) | Archäologische Befunde des Mittelalters und der frühen Neuzeit                                | D-4-5833-0095 |      |
| (Standort) | Archäologische Befunde eines ehem. Herrenhauses der frühen Neuzeit                            | D-4-5833-0098 |      |
| (Standort) | Archäologische Befunde der frühen Neuzeit im Bereich der ehem. Synagoge                       | D-4-5833-0100 |      |
| (Standort) | Archäologische Befunde der frühen Neuzeit im Bereich des ehem. jüdischen Friedhofs            | D-4-5833-0101 |      |
| (Standort) | Archäologische Befunde des späten Mittelalters und der frühen Neuzeit                         | D-4-5833-0103 |      |